# Новелли, Жан-Кристоф
Жан-Кристоф Новелли (Jean-Christophe Novelli; род. 22 февраля 1961 года) — французский шеф-повар и телеведущий. Кавалер награды Орден Британской империи. Обладатель четырёх звёзд «Мишлен».

## Биография
Новелли родился в Аррасе, что в департаменте Па-де-Кале на севере Франции, в 1961 году. Он бросил школу в 14 лет и работал в пекарне, прежде чем в возрасте 20 лет стать личным шеф-поваром семьи Ротшильдов.
В 2005 году Жан-Кристоф Новелли открыл Академию Новелли, которая базируется в принадлежащем ему здании XIV века в Хартфордшире. Новелли лично проводит там публичные, частные и виртуальные мастер-классы, а также корпоративные мероприятия по сплочению команды. Во время занятий в Академии Новелли пропагандирует здоровую кулинарию, заменяя соль и сахар своими уникальными вкусами и уменьшая количество насыщенных жиров.